# مبارک (خیمه‌شب‌بازی)
مبارک یکی از شخصیت‌های نمایش‌های عامیانه است که همواره با نام‌هایی چون مبارک و گاهی یاقوت میان مردم شهرت دارد. او با صراحت و طنز و شیطنتی ظریف، سال‌های سال محور اصلی تصادمات خنده‌آور در خیمه‌شب‌بازی بوده‌است. او دارای شخصیتی شوخ‌طبع و جسور بوده که در برخورد با عروسک‌هایی همچون سلطان سلیم مسائل سیاسی و اجتماعی را با گفتاری طنزآمیز و جمله‌هایی نیش دار بیان می‌کرد و شخصیت دوست داشتنی او باعث رونق خیمه شب بازی می‌شد.
در خیمه‌شب‌بازی مردی به نام مرشد کنار خیمه می‌نشست و با تنبک، موسیقی ضربی می‌نواخت. مرشد گاهی هم آوازهای محلی می‌خواند یا این وظیفه را به بچه مرشد می‌سپرد. گفته‌های عروسک‌ها به خصوص مبارک نامشخص و خنده دار بود، زیرا از صفیر یا سوتک‌هایی که در دهان عروسک گردان‌ها بود تولید می‌شد. مرشد ضمن گفتگو با مبارک، قبل از این که جمله خود را بیان کند، با لحنی استفهامی جمله مبارک را تکرار می‌کرد تا تماشاگران معنی آن‌ها را بفهمند. در بیشتر مواقع مبارک مرشد را بابا می‌خواند.